# Baburnama

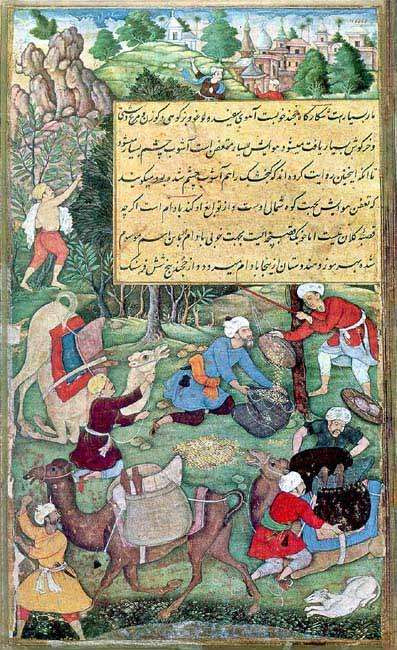
Ilustración del Baburnama. Escena del mercado en Kand-i Badam, donde están pesando y transportando almendras

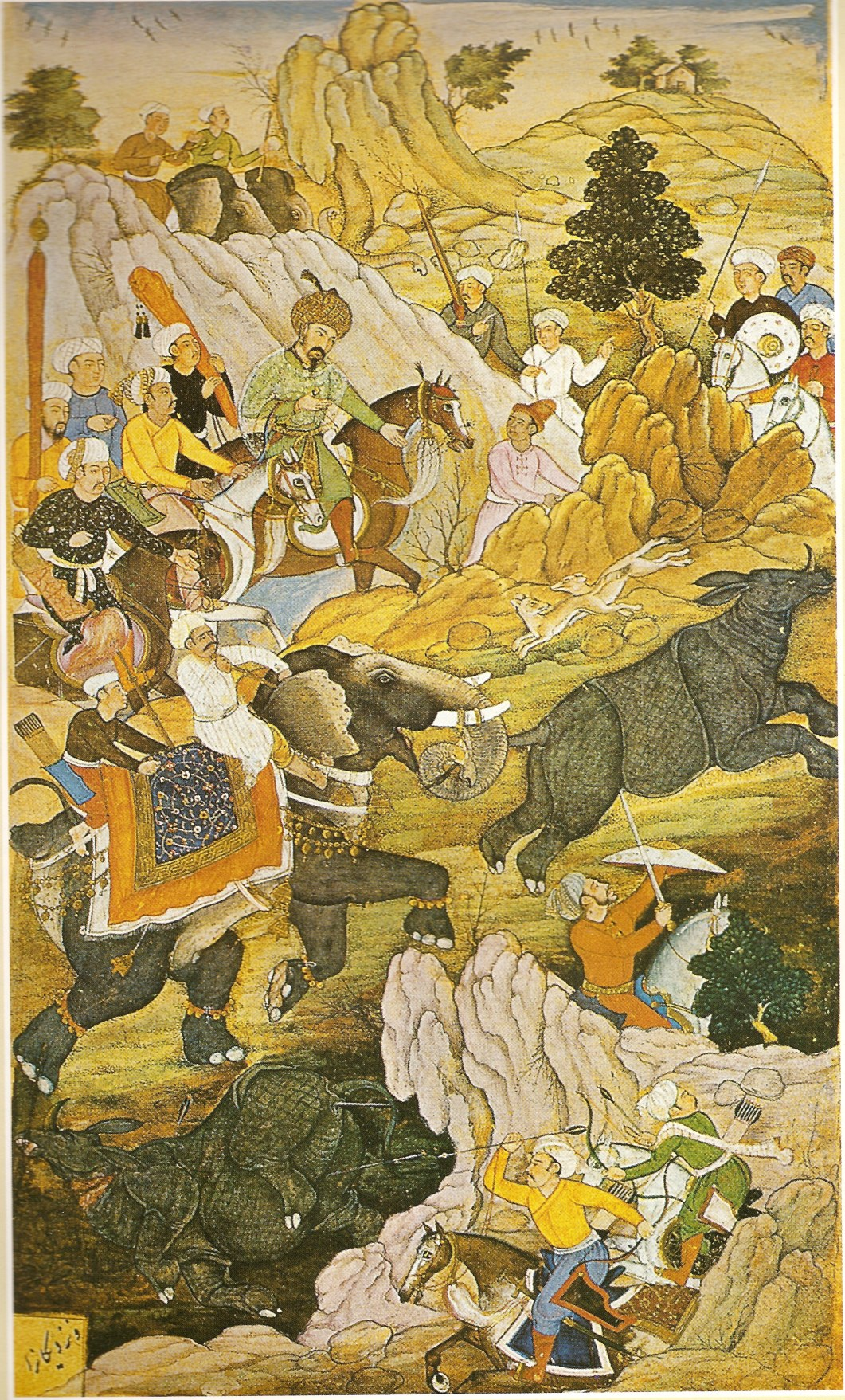
Babur participando en la cacería de un rinoceronte.

Bāburnāma (Chagatai/persa:بابر نامہ;´ significa literalmente: Libro de Babur o Cartas de Babur, se le  conoce alternativamente como: Tuzk-e Babri) es el nombre dado a las memorias de Ẓahīr ud-Dīn Muḥammad Bābur (1483-1530), fundador del Imperio mogol y tataranieto de Timur. Es un trabajo autobiográfico, escrito originalmente en idioma chagatai, donde Babur era conocido  como "Turki" (Que significa Túrquico), el idioma hablado de los Andiján y Timúres. Debido al origen cultural de Babur, su prosa estaba muy persianizada y la estructura de sus oraciones, morfología y vocabulario, también contiene muchas frases y pequeños poemas en persa. Durante el reinado del Emperador Akbar el texto fue completamente traducido al persa por el cortesano mogol Abdul Rahim en AH998 (1589-90). 

## Información general
Babur fue educado como un túrquico musulmán de Asia Central y sus observaciones y comentarios reflejan un interés en la naturaleza, sociedad, política y economía. Sus vívidas descripciones de eventos no solo incluyen su vida, sino la historia y geografía de las zonas donde vivió, y su flora y fauna, así como a la gente con la que entró en contacto.

## El libro
El Bāburnāma comienza con estas planas palabras:

En la provincia de Fergana, en el año 1494, cuando tenía doce años, me convertí en rey.

Después Babur describe su suerte como pequeño gobernante en Asia Central - donde conquistó y perdió Samarcanda dos veces - y su ida a Kabul en 1504.
Hay una pausa en el manuscrito entre 1508 y 1519. En esta última fecha Babur se estableció en Kabul, Afganistán, y desde ahí lanzó una invasón al noroeste de la India. La última sección del Bāburnāma cubre desde los años 1525 hasta 1529. y la formación del Imperio mogol en India, el cual los descendientes de Babur gobernarían durante tres siglos.
Babur también escribe sobre su tierra, Fergana:

El dominio de Fergana cubre siete pueblos, cinco en el sur y dos en el norte del río Syr. De los que están al sur, uno es Andijan. Que tiene una posición central y es la capital del dominio Fergana.

También escribe:

Un hombre apuntó a Ibrahim Bef. Pero luego Ibrahim Beg gritó "! Hai ¡ ! Hai ¡, y el hombre lo dejó pasar, y por error me disparó en una axila a una distancia igual a la que están un guardia de otro en las puertas de la ciudad. Dos placas de mi armadura se quebraron. Le disparé al hombre que corría entre las murallas, ajustando su gorro contra las almenas. Abandonó su gorro clavado en la muralla y se fue, apretando la tela de su turbante.

El Bāburnāma es ampliamente traducido y es parte de los libros de texto en no menos de 25 países, la mayoría del Centro, Sur y Oeste de Asia.